# Redhead (Australie)
Pour les articles homonymes, voir Redhead.
Redhead est une banlieue de la ville de Lac Macquarie en Nouvelle Galles du Sud, en Australie à 16 km au sud de Newcastle sur la côte de l'océan Pacifique. Son nom vient de l'apparence de la côte quand elle est vue de la mer, et qui semble rouge.

## Histoire
Les industries historiques de la ville comprennent les bananiers et les mines. Une explosion dans une mine a causé 5 morts en 1926. La banlieue s'est développée dans les années 1940. La première école a été créée en 1908.
La ligne de train reliant Redhead, Newcastle et Belmont est fermée en 1971. Elle est réhabilitée sous la forme d'un chemin de randonnée en 2009.